# Фолк-психология
Фолк-психология (англ. Folk Psychology), также психология здравого смысла (англ. Commonsense Psychology) — термин, широко используемый в философии сознания и когнитивной науке, в которых он играл значительную роль на протяжении последнего полувека, реже — в психологии.
Этот термин используется в научной литературе в трёх разных смыслах:
1. для обозначения определённой совокупности когнитивных способностей, включающих в себя способность предсказывать и объяснять человеческое поведение;
2. для обозначения теории поведения, обосновывающей указанные выше когнитивные способности;
3. для обозначения ненаучной психологической теории, состоящей из распространённых простонародных трактовок терминов психологии, поведения и личностных качеств.

В последнем смысле термин фолк-психология тесно связан с трудами американского философа Дэвида Льюиса.
Кто первым ввёл термин фолк-психология в философию сознания, остаётся невыясненным. Он приобрёл широкое распространение в философии сознания в 1980-е годы и редко используется вне её контекста. Термин психология здравого смысла используется философами в качестве синонима термина фолк-психология, но постепенно выходит из употребления.